# Неко Вільямс
Неко Шей Вільямс (англ. Neco Shay Williams; нар. 13 квітня 2001, Рексем) — валлійський футболіст, правий захисник «Ноттінгем Форест» та збірної Уельсу.

## Клубна кар'єра
Вільямс вступив до академії «Ліверпуля» у віці шести років та пройшов через усі молодіжні команди, представляючи клуб на рівні U-18, U-19 та U-23, а також у Юнацькій лізі УЄФА. Він зазнав серйозної травми спини, через яку не грав протягом більшої частини сезону 2017/18, але повернув своє місце для участі у переможному Молодіжному кубку Англії 2018/19.
30 жовтня 2019 року він дебютував за першу команду у матчі Кубка ліги проти «Арсеналу» (5:5, 5:4 пен.), вийшовши в основному складі і на 94 хвилині віддав гольову передачу на Дівока Орігі, яка дозволила «червоним» зрівняти рахунок і перевести гру в серію пенальті, де «Ліверпуль» виявився переможцем.
У грудні 2019 року потрапив у заявку «Ліверпуля» на Клубний чемпіонат світу 2019 року.

## Титули і досягнення
- «Ліверпуль»

Чемпіон світу серед клубів (1): 2019
Чемпіон Англії (1): 2019–20